# Chválkovice
Chválkovice (Duits: Chwalkowitz) is tegenwoordig een wijk in Olomouc. In Chválkovice wonen ongeveer 2.300 mensen. Tot 1919 was Chválkovice een zelfstandige gemeente.

## Geschiedenis
- 1220 – Eerste vermelding van Chválkovice.

## Bezienswaardigheid
- Parní vodárna Chválkovice

## Aanliggende (kadastrale) gemeenten
| Aanliggende (kadastrale) gemeenten1 | Aanliggende (kadastrale) gemeenten1 | Aanliggende (kadastrale) gemeenten1 | Aanliggende (kadastrale) gemeenten1 | Aanliggende (kadastrale) gemeenten1 |
| ----------------------------------- | ----------------------------------- | ----------------------------------- | ----------------------------------- | ----------------------------------- |
| Černovír                            |                                     | Týneček                             |                                     | Tovéř, Samotišky                    |
|                                     |                                     |                                     |                                     |                                     |
| Pavlovičky                          | Droždín                             |                                     |                                     |                                     |
|                                     |                                     |                                     |                                     |                                     |
| Bělidla                             |                                     | Hodolany                            |                                     | Bystrovany                          |

1Cursief geschreven namen zijn andere kadastrale gemeenten binnen Olomouc.
Bělidla ·
Černovír ·
Droždín ·
Chomoutov ·
Chválkovice ·
Hejčín ·
Hodolany ·
Holice ·
Klášterní Hradisko ·
Lazce ·
Lošov ·
Nedvězí ·
Nemilany ·
Neředín ·
Nová Ulice ·
Nové Sady ·
Nový Svět ·
Olomouc-město ·
Pavlovičky ·
Povel ·
Radíkov ·
Řepčín ·
Slavonín ·
Svatý Kopeček ·
Topolany ·
Týneček